# Mille Plateaux
 (décembre 2023).
Si vous disposez d'ouvrages ou d'articles de référence ou si vous connaissez des sites web de qualité traitant du thème abordé ici, merci de compléter l'article en donnant les références utiles à sa vérifiabilité et en les liant à la section « Notes et références ».
Pour le label de musique électronique, voir Mille Plateaux (label).
Mille Plateaux (Paris, Les Éditions de minuit, 1980) est le second des deux volumes ayant pour sous-titre « Capitalisme et Schizophrénie » issu de la collaboration entre le philosophe Gilles Deleuze et le philosophe et psychanalyste Félix Guattari.
Cet ouvrage continue à étudier de nouvelles voies d'exploration de la psyché et des rapports aux autres.
Le concept le plus important de Guattari est une idée d'un rapport à la nature et à soi qui se fait dans un pluralisme et suivant des rhizomes, c'est-à-dire comme métaphore des racines d'un arbre dont on explore les dessous, et qui s'enchevêtrent les unes aux autres pour s'enrichir, se démultiplier, former de nouvelles cellules de vie, cellules souches, cellules ou pôles entrelacés qui peuvent se nourrir de l'environnement ou d'une nappe d'eau par exemple : le titre Mille Plateaux évoque les couches généalogiques de la terre, stratifiées et parfois rencontrant des obstacles comme des couches calcaires ou des ouvertures comme des poches d'eau. Le concept ne raconte pas une métaphore pour elle seule, mais plutôt les liens naturels qui poussent d'une extension d'une racine à une autre, cherchant à attester de liens qui se font dans la psychose prise dans un ensemble, corrélation, interaction, ne sont pas néfastes ou intentionnelles, mais bien présentes.
L'ouvrage, d'une lecture difficile, apparaît opaque au premier abord, mais révèle des systèmes de pensées complémentaires et non contestataires de la psychiatrie moderne ; il y a dans le titre Anti-Œdipe une équivoque qu'il faut contextualiser, être contre l'Œdipe, forme première de la métaphore paternelle, ne signifie pas que l'on n'accepte pas la psychose en tant que telle, mais interroge sur les modes de prises en charge institutionnelles. Ce livre souligne qu'être en deçà de la terre ne signifie pas être mort, malgré ce que l'on peut penser usuellement, mais bien vivant dans un monde hostile, précaire, où la survie psychique est en cause.
Effectivement, dans l'Anti-Œdipe de Gilles Deleuze et Félix Guattari, la forme organisation sociale de l'Ancien Régime est décrite pour proposer une évolution de l'organisation sociale où le capitalisme apparaît au même titre qu'une autre classe sociale et Mille Plateaux est une œuvre écrite au sein même de l'hôpital, où les limites médecin/patient étaient d'un autre ordre, tout comme la relation thérapeutique ; en ce sens, l'individu n'y est pas conçu comme une unité, mais une subjectivité en lien avec un environnement, des subjectivités appartenant à un groupe, une collectivité, ce qui peut paraître proche du communisme, mais ne l'est pas.
Ce qui est critiqué est un ordre hiérarchique pyramidal, où les subjectivités sociales sont toujours au-dessus ou en dessous du niveau de l'individu, ils proposent plutôt un ensemble de subjectivités à prendre en compte dans un mouvement hétérogène qui suit la singularité de chacun, d'où le concept de rhizome multidimensionnel. La question de l'identité, la visagéité, du miroir étant extrêmement difficile à supporter pour les schizophrènes au contrario d'un imaginaire surdéveloppé, proposer un système métaphorique ou concret que les patients peuvent éprouver dans un système pseudo-réduction ou pseudo-identification leur permettant de vivre en collectivité, avec un système de superpositions de couches ou l'enchevêtrement de racines, d'une ou  plusieurs lignes abstraites qui vont se continuer et se conjuguer avec d'autres, pour produire immédiatement, directement, un monde[…] ».

## Rhizome
Le concept de rhizome est une métaphore pour aller au-delà de la vision arborescente. La vision arborescente modélise les transferts d'information verticaux. Le rhizome y ajoute les plateaux avec des transferts d'information horizontaux. Le tronc est un centre, permettant d'accélérer l'information entre deux entités (par exemple les racines et les branches).

Forme rhizome avec des plateaux

C'est une méthode pour modéliser l'information et la connaissance qui se rapproche du concept de la morphogènese.
En effet, l'arbre du vivant ressemble plus à un rhizome qu'à un arbre. De nombreux biologistes considèrent que les transferts horizontaux de gènes (qu'ils soient dus à des hybridations ou à des recombinaisons résultant notamment de l'action de virus) sont un facteur de l'évolution bien plus important qu'on ne le pensait il y a quelques années encore.

## Introductions, essais et prolongements
- Ricardo Tejada, « Quelle situation historique pour les devenirs », Chimères, no 33, 1998
- Toni Negri, « Gilles-Félix », Rue Descartes, no 20, 1998
- Alain Damasio, La Horde du Contrevent, La Volte, 2004
- Anne Querrien, « Le plan de consistance du felice-deleuzisme », Chimères, no 37, 1999
- (en) Rosi Braidotti, Metamorphoses : Towards a materialist theory of becoming, Polity Press, 2002, 328 p. (ISBN 0-7456-2577-0)
- Frédéric Neyrat, « L'être et le capital, ontologie et politique deleuziennes », Chimères, no 48, 2003
- Maurizio Lazzarato, Les révolutions du capitalisme, Paris, Les Empêcheurs de penser en rond, 2004, 259 p. (ISBN 2-84671-104-6)
- Guillaume Sibertin-Blanc, Politique et État chez Deleuze et Guattari. Essai sur le matérialisme historico-machinique, Paris, PUF, coll. « Actuel Marx confrontation », 2013, 248 p. (ISBN 978-2130607311)
- (en) "Drawings from A Thousand Plateaus" ("Dessins de Mille Plateaux") par l'artiste de bandes dessinées Marc Ngui présente, paragraphe par paragraphe, une interprétation schématique des deux premiers chapitres de Mille Plateaux.